# Kraj (Bośnia i Hercegowina)
Kraj (cyr. Крај) – wieś w Bośni i Hercegowinie, w Republice Serbskiej, w mieście Trebinje. W 2013 roku liczyła 22 mieszkańców.